# Edelény (distrikt)
Edelény är ett distrikt i Ungern. Det ligger i provinsen Borsod-Abaúj-Zemplén, i den norra delen av landet, 160 km nordost om huvudstaden Budapest.